# Canal de Walcheren
Le Canal à travers Walcheren (en néerlandais Kanaal door Walcheren) est un canal néerlandais de la Zélande.

## Géographie
Le canal relie le Veerse Meer près de Veere à l'Escaut occidental et le port de Flessingue.
Entre Middelbourg et Veere se détache l'Arnekanaal vers Arnemuiden et Nieuw- en Sint Joosland.

## Histoire
Les travaux de la construction du canal ont eu lieu entre 1870 et 1873. Un des objectifs du canal fut de contribuer au rétablissement économique de Middelbourg.
Le canal suit partiellement le trajet de l'ancien canal du port de Middelbourg, qui datait de 1817. La construction a eu lieu la même année que celle de la ligne ferroviaire Rosendael - Flessingue ; à cause du Sloedam, le barrage construit sur le Sloe, celui-ci n'était plus utilisable pour la navigation.

## Utilisation
De nos jours, le canal est toujours utilisé pour la navigation professionnelle. Toutefois, la navigation de plaisance prend le dessus.

## Source
- (nl) Cet article est partiellement ou en totalité issu de l’article de Wikipédia en néerlandais intitulé « Kanaal door Walcheren » (voir la liste des auteurs).